# Civitella Marittima
Civitella Marittima est une frazione de la commune de Civitella Paganico, province de Grosseto, en Toscane, Italie. Au moment du recensement de 2011 sa population était de 529 habitants au recensement de 2011.
Le village est le chef-lieu de la municipalité et il est situé à 33 km de la ville de Grosseto, le long de la route de Sienne.

## Histoire
La localité avait déjà été occupée par une colonie étrusque, tandis que la ville actuelle est née vers l'an 1000. Il appartenait à la famille Ardengheschi (it) et était le principal centre du territoire sous leur contrôle. Elle passa ensuite à la république de Sienne (milieu du XIVe siècle) puis au milieu du XVIe siècle au grand-duché de Toscane.

## Monuments
- Église Santa Maria in Montibus
- Oratoire de Misericordia
- Abbaye de San Lorenzo al Lanzo
- Palazzo Franceschini (XVe siècle)
- Murailles de Civitella Maritima, fortifications médiévales.

## Galerie

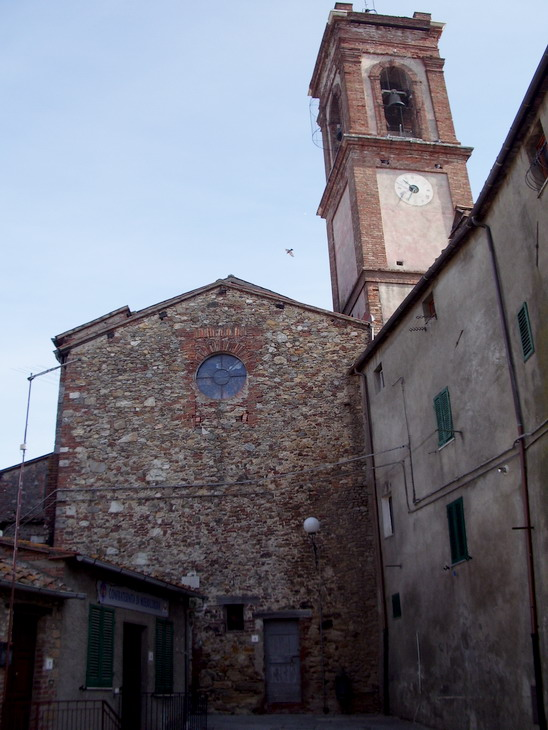
Eglise Santa Maria in Montibus
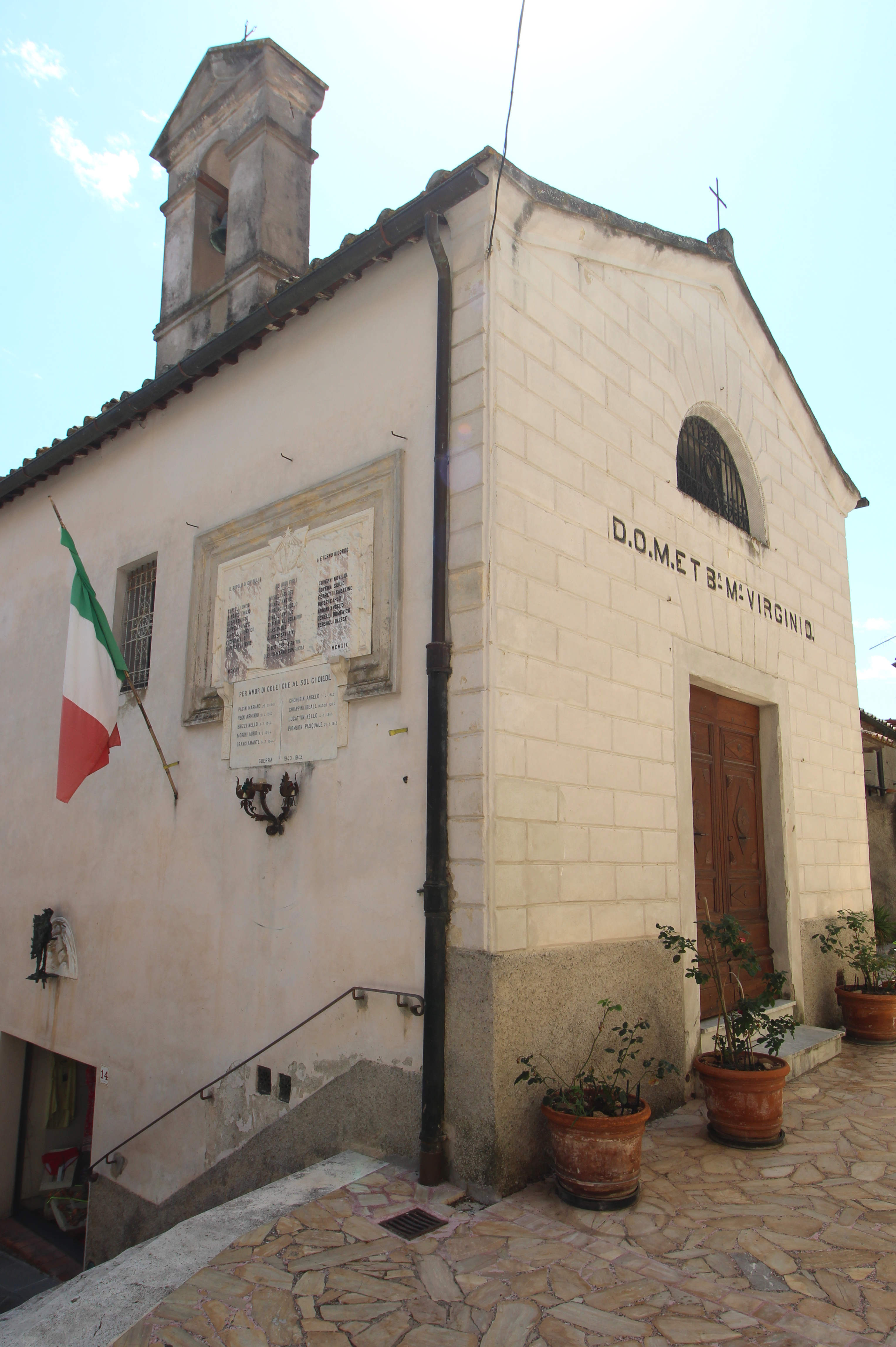
Oratoire de la Miséricorde
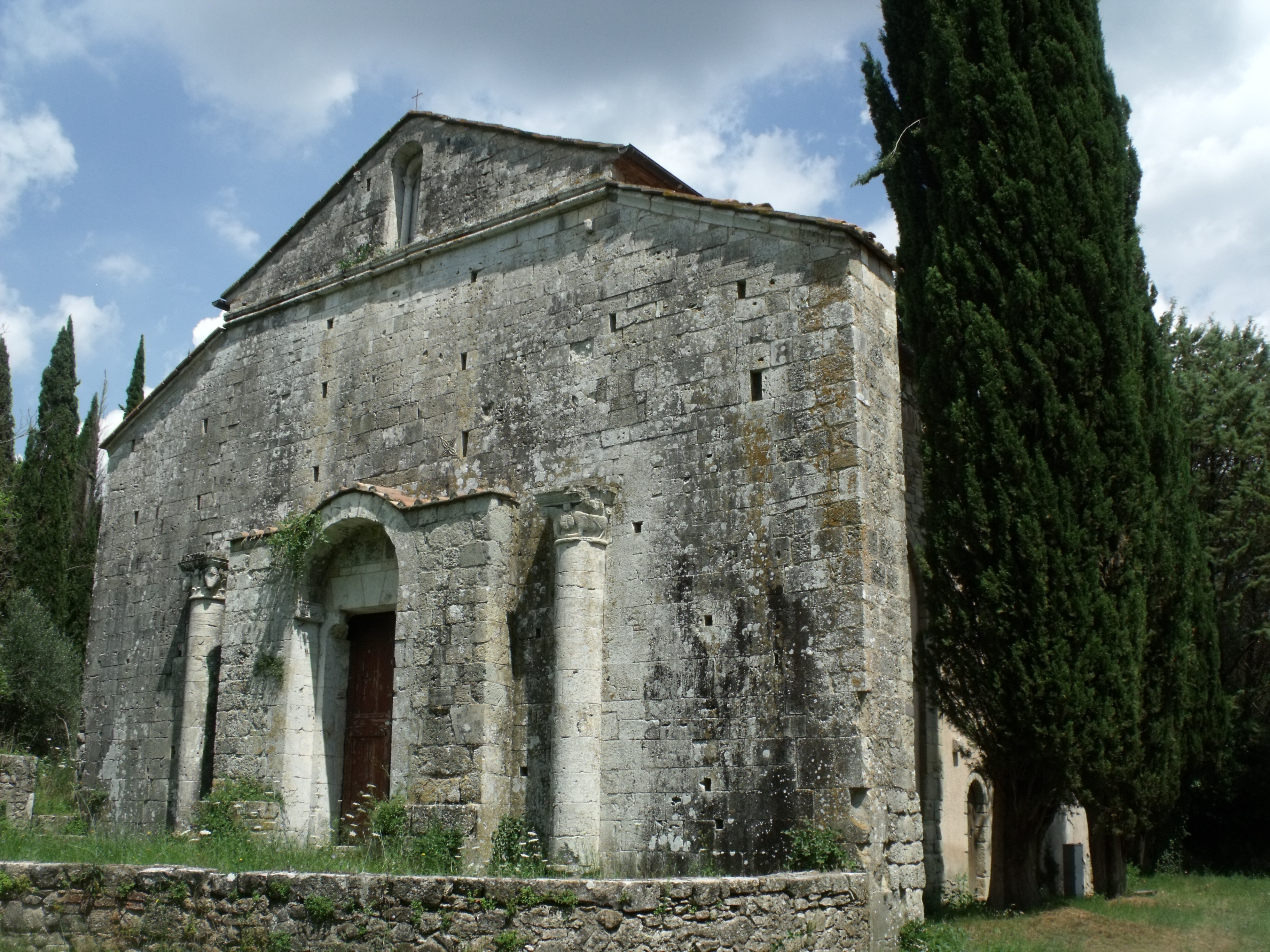
Abbaye San Lorenzo al Lanzo
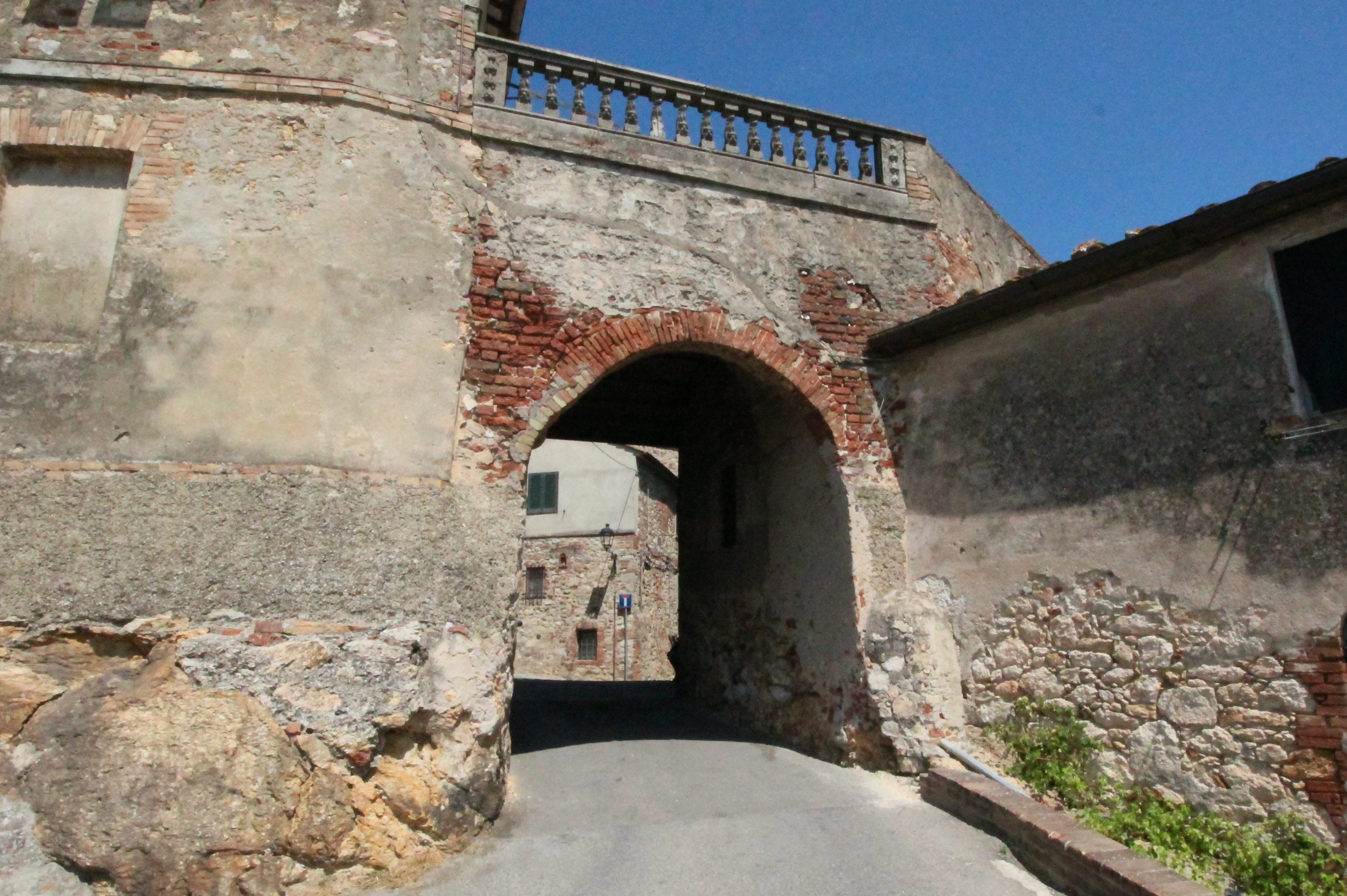
Porte Piccina